# Francesco Paolo Bontate
Francesco Paolo Bontate, noto anche con lo pseudonimo di Don Paolino Bontà (Palermo, 3 maggio 1914 – Messina, 25 febbraio 1974), è stato un mafioso italiano, legato a Cosa nostra ed esponente di spicco della Famiglia di Santa Maria di Gesù.

## Biografia
Nacque in una famiglia contadina e venne affiliato dal padre nella cosca di Santa Maria di Gesù. Nel 1933 Bontate venne arrestato una prima volta per rissa e detenzione abusiva di arma da fuoco, venendo coinvolto nel secondo dopoguerra nel contrabbando di generi alimentari e nel furto di bestiame e aderendo al nascente Movimento Indipendentista Siciliano come sostenitore di Andrea Finocchiaro Aprile. Nel 1954 Bontate era tra coloro che portarono la bara di Calogero Vizzini, noto boss mafioso di Villalba. Inoltre Bontate divenne un grande proprietario terriero e impose con la corruzione l'insediamento della fabbrica elettronica Raytheon-ELSI nei suoi terreni a Villagrazia, la quale decollò alla fine del 1962: era lui infatti che decideva le assunzioni e risolveva i conflitti sindacali, come denunciato dalla CGIL, i cui rappresentanti furono intimati dagli uomini di Bontate di stare alla larga dalla fabbrica.
Bontate era pure ben inserito negli ambienti politici: fu il principale elettore di Ernesto Di Fresco, che venne eletto consigliere comunale di Palermo nella lista del Partito Nazionale Monarchico nel 1956 per poi passare alla Democrazia Cristiana, il quale era anche solito farsi accompagnare da lui alle sedute del consiglio comunale, ed intratteneva anche rapporti di amicizia con il deputato democristiano Francesco Barbaccia. 
Bontate fu sostenitore dell'onorevole Silvio Milazzo, il quale formò un governo regionale con l'alleanza trasversale tra comunisti, missini e democristiani; per queste ragioni, Bontate prese a schiaffi un deputato monarchico che non aveva votato per Milazzo mentre si trovavano in un salone di Palazzo dei Normanni alla presenza degli altri deputati regionali. La sua opera di mediazione tra i deputati monarchici e democristiani all'interno dell'ARS venne riconosciuta anche dal segretario nazionale del PDIUM Alfredo Covelli, che lo ringraziò pubblicamente.
Nel 1962 venne arrestato per associazione a delinquere ed omicidio ma prosciolto in istruttoria per insufficienza di prove. Nel marzo 1963 il tenente dei carabinieri Mario Malausa (rimasto poi ucciso nella strage di Ciaculli) lo inserì nell'elenco dei boss mafiosi più potenti della zona est di Palermo. Arrestato nuovamente in luglio a seguito della strage di Ciaculli ed inviato al soggiorno obbligato, fu assolto nel «processo dei 117» celebrato nel 1968 a Catanzaro.
Nel 1964 Bontate, gravemente ammalato di diabete, aveva ceduto il comando della cosca al figlio Stefano,  con cui venne arrestato nel 1971 nel corso del famoso «blitz dei 114» con l'accusa di associazione a delinquere. Morì nel 1974 all'età di 60 anni mentre era ricoverato all'ospedale "Regina Margherita" di Messina per problemi di salute.